# Герб Лосинця
Герб Лосинця — офіційний символ села Лосинець Львівської області, затверджений 27 жовтня 2023 року сесією Турківської міської ради.
Автор проекту — А. Гречило.

## Опис
У зеленому полі золота голова лося анфас, між рогами якого срібний півмісяць ріжками вгору, над ним — золота стріла вістрям догори, обабіч якої по такій же 6-променевій зірці.

## Зміст
Голова лося є номінальним символом і вказує на одну з версій про походження назви села. Над нею розташовані стріла, зірки та півмісяць — елементи шляхетського герба Сас, до якого належало багато місцевих мешканців.